# Riacho Contendas
Riacho Contendas är ett periodiskt vattendrag i Brasilien.   Det ligger i delstaten Ceará, i den östra delen av landet, 1 600 km nordost om huvudstaden Brasília.
Omgivningarna runt Riacho Contendas är huvudsakligen savann. Runt Riacho Contendas är det ganska glesbefolkat, med 23 invånare per kvadratkilometer.